# Juan Carlos Garay
Pour les articles homonymes, voir Garay.
Juan Carlos Garay (né le 15 septembre 1968 à Quito en Équateur) est un joueur de football international équatorien, qui évoluait au poste de milieu de terrain, avant de devenir entraîneur.

## Biographie

### Carrière de joueur

#### Carrière en sélection
Avec l'équipe d'Équateur, il joue 28 matchs (pour un but inscrit) entre 1991 et 1996. 
Il figure notamment dans le groupe des sélectionnés lors des Copa América de 1991 et de 1995.